# آودلا
آودلا (یونانی: Αβδέλλα) یک منطقهٔ مسکونی در یونان است که در مقدونیه غربی واقع شده‌است. از زمان اصلاحات دولت محلی در سال ۲۰۱۱، به عنوان یک زیر واحد شهرداری گرینه شناخته می‌شود. آودلا در واقع یک روستای فصلی آرومانی محسوب می‌شود.